# Centro Peninsular en Humanidades y Ciencias Sociales
El Centro Peninsular en Humanidades y Ciencias Sociales (CEPHCIS) es una entidad académica de docencia e investigación en ciencias sociales y humanidades de la Coordinación de Humanidades de la Universidad Nacional Autónoma de México (UNAM). Se ubica en la ciudad de Mérida, en el estado de Yucatán.

## Historia
El centro fue fundado el 17 de agosto de 2007 por el Consejo Universitario de la UNAM a partir de la Unidad Académica de Ciencias Sociales y Humanidades (Uacshum). La sede del CEPHCIS se encuentra en Mérida, Yucatán, en el edificio del exsanatorio Rendón Peniche inaugurado en 1919 y construido como hospital para los trabajadores de la empresa Ferrocarriles Unidos de Yucatán. El centro también cuenta con otras dos sedes localizadas en el recinto de Dragones y en la Casa Lol-Bé, ambos también edificios históricos de la ciudad.

## Docencia e investigación
Enseñanza
El CEPHCIS comparte con la Escuela Nacional de Estudios Superiores Unidad Mérida de la UNAM la responsabilidad académica de la conducción del programa de Licenciatura en Desarrollo y Gestión Interculturales. El centro también imparte el programa de Maestría en Trabajo Social.
Estudios académicos
El centro desarrolla investigación en el ámbito de las ciencias sociales y las humanidades enfocándose principalmente en la Península de Yucatán para el beneficio de esta región y los vínculos de la misma con la región Caribe y Centroamérica.